# Peter Petreius
Pour les articles homonymes, voir Petreius.
 (juin 2016).
Peer Peersson de Erlesunda (ou Ålesund), connu sous le nom de Per Erlesund et sous le nom de plume latinisé de Peter Petreius (1570, Uppsala - 28 octobre 1622, Stockholm) est un voyageur et diplomate suédois.

## Voyages
Il fut envoyé à plusieurs reprises en Moscovie par le roi de Suède.
Lors du premier voyage qu'il fit en Russie, il assista à l'avènement et à la chute de Dimitri II, Ljedmitri I Samozvanetz, le premier faux Dimitri dit l'Imposteur. Il revint à Moscou en 1608 pour demander au tsar Vassili IV Chouiski, au nom de Charles IX de Suède, des secours contre les Polonais.
Il se rendit pour la troisième fois en Moscovie au début de 1611 ; il avait reçu la mission de négocier avec le second faux Dimitri, Ljedmitri II Toujinski vor, le brigand de Touchimo, qui devait être assassiné le 10 décembre 1610.
Il a relaté ses voyages dans Regni Muschowitici sciographia (Stockholm, 1615, in-fol.) qu'il traduisit lui-même en allemand. Il est aussi l'auteur dune Histoire du Grand Duché de Moscovie (1615) qui présente une histoire complète de la Russie depuis le Rus' de Kiev jusqu'au Temps de troubles.

## Œuvres

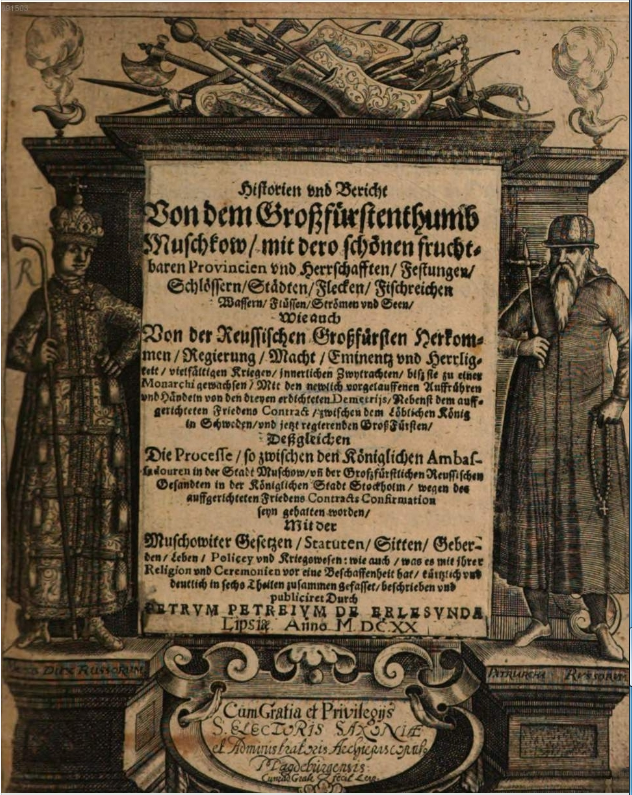
Historien und Bericht von dem Großfürstenthumb Muschkow, 1620.

- Eine Grundlegung der nordfriesischen und insbesondere der eiderstedtischen Kirchengeschichte / 2,1.
- Historien und Bericht von dem Großfürstenthumb… de Petrus Petreius. Historien und Bericht von dem Großfürstenthumb Muschkow mit dero schönen fruchtbaren Provincien und Herrschafften, Festungen, Schlössern, Städten, Flecken, fischreichen Wassern, Flüssen, Strömen und Seen, wie auch von der reussischen Großfürsten Herkommen, Regierung, Macht, Eminentz und Herrligkeit, vielfältigen Kriegen, innerlichen Zwytrachten, biß sie zu einer Monarchi gewachsen, mit den newlich vorgelauffenen Auffrühren und Händeln von den dreyen erdichteten Demetriis, nebenst dem auffgerichteten Friedens Contract zwischen dem löblichen König in Schweden und dem jetzt regierenden Großfürsten, deßgleichen die Processe, so zwischen den königlichen Ambassadouren in der Stadt Muschkow und der großfürstlichen reussischen Gesandten in der königlichen Stadt Stockholm wegen des auffgerichteten Friedens Contracts Confirmation seyn gehalten worden, mit der Muschowiter Gesetzen, Statuten, Geberden, Leben, Policey und Kriegswesen, wie auch, was es mit ihrer Religion und Ceremonien vor eine Beschaffenheit hat.
- Historien vnd Bericht Von dem Grossfürstenthumb... de Petrus Petreius. Historien vnd Bericht Von dem Grossfürstenthumb Muschkow, mit dero schönen fruchtbaren Provincien vnd Herrschafften, Festungen, Schlössern, Städten, Flecken, Fischreichen Wassern, Flüssen, Strömen vnd Seen : Wie auch Von der Reussischen Großfürsten Herkommen, Regierung, Macht … ; Deßgleichen Die Processe, so zwischen den Königlichen Ambassadouren in der Stadt Muschow, vnd der Großfürstlichen Reussischen Gesandten in… Stockholm, wegen des auffgerichteten Friedens Contracts Confirmation sey gehalten worden…
- Regni Muscovitici sciographia, thet är een wiss och egentlig beskrifning om Rydzland, med thes många och stora furstendömers, provinciers, befestningars, städers, siögars och elfwers tilstånd, rum och lägenheet : … Vthi sex böker korteligen författat, beskrifwin och sammandragen, af Petro Petrejo Ubsaliensi.
- Een kort och nyttigh chronica om alle Sverigis och Göthis konungar ifrån then första konung Magogh intil Carl IX…